# Oike-dōri
Pour les articles homonymes, voir Oike.
À ne pas confondre avec Ōike-dōri (ja) (大池通り), voie de Fukuoka.
L'Oike-dōri (御池通, Oike-dōri) est une importante voie du centre-ville de Kyoto, dans les arrondissements d'Ukyō, Nakagyō et Sakyō. Orientée est-ouest, elle commence au Kawabata-dōri (ja) et traverse ensuite le fleuve Kamo, puis traverse le centre-ville pour terminer à Sanjō-dōri (en), juste après la station Uzumasa Tenjingawa du métro de Kyoto. Parmi les lieux importants que la rue traverse sont le canal Takase, la mairie de Kyoto (ja), le Shinsen-en et le château de Nijō. Chaque année, le festival Gion matsuri se déroule sur la rue.
La ligne Tōzai du métro de Kyoto passe sous la rue.

## Description

### Situation

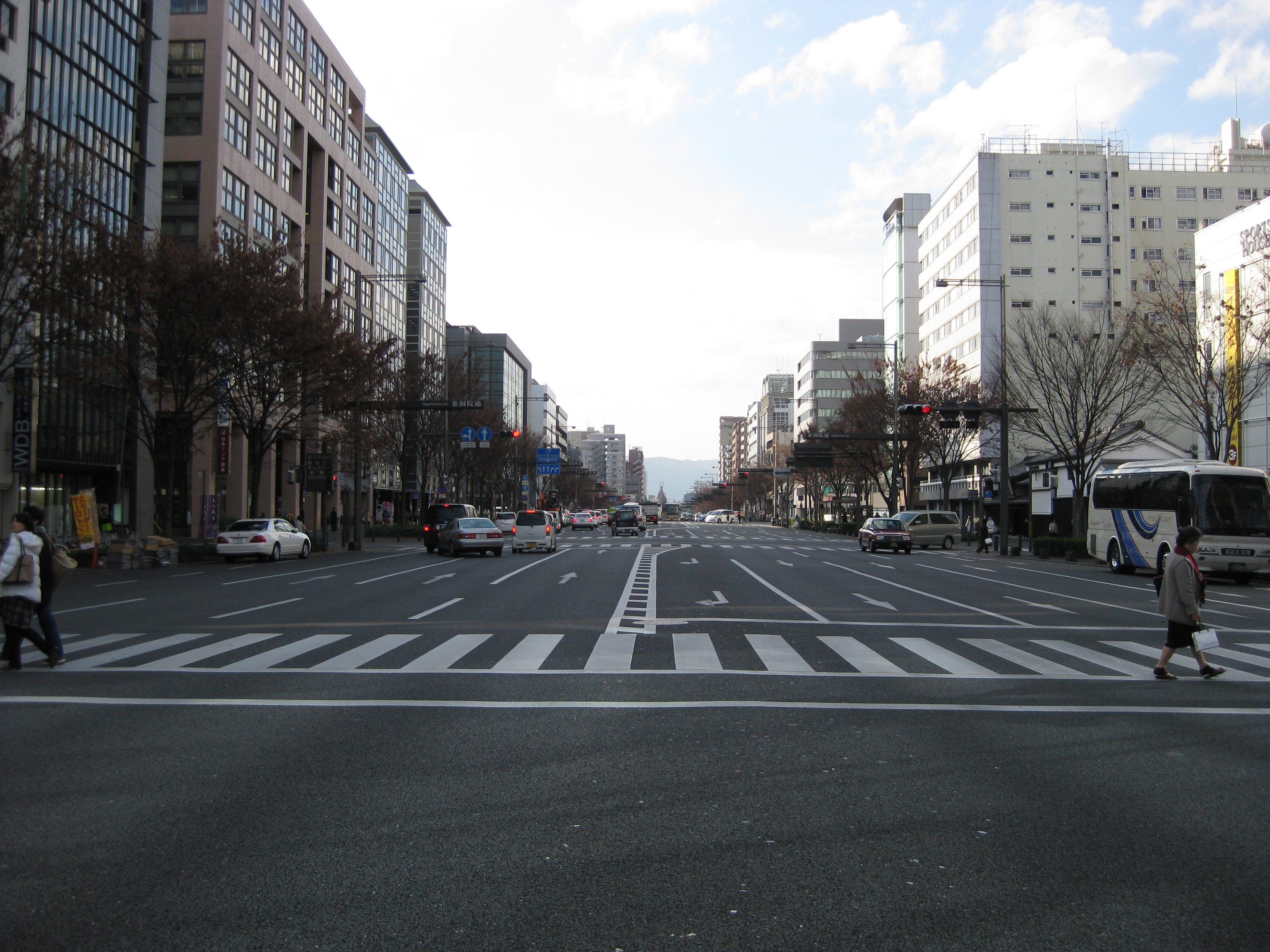
Carrefour d'Oike-dōri et Ainomachi-dōri.

L'Oike-dōri est une importante rue du centre de l'arrondissement de Nakagyō, traversant l'arrondissement d'est en ouest, et du centre-est de celui d'Ukyō, touchant brièvement l'extrême-ouest de celui de Sakyō, à l'est du fleuve Kamo. Elle commence au no. 28 du quartier Magohashi-chō, dans l'arrondissement de Sakyō . Son début se fait à Kawabata-dōri (ja) (川端通), puis elle traverse le fleuve Kamo sur le grand pont Oike (御池大橋),. Après Kiyamachi-dōri (en) (木屋町通), la rue passe sur le canal Takase, porté par le petit pont Oike (御池橋) et atteint alors Kawaramachi-dōri (en) (河原町通), où elle passe de quatre voies à six voies. Elle rejoint ensuite Horikawa-dōri (ja) (堀川通), après laquelle sa largeur est racourcie à deux voies jusqu'à Senbon-dōri (ja). Elle y est interrompue et réapparaît un peu plus au nord en reprenant ses quatre voies pour contourner la gare de Nijō, où elle bifurque vers le sud-ouest pour reprendre son hauteur originale. Elle finit par rejoindre la station de métro Uzumasa-Tenjingawa au carrefour avec Sanjō-dōri,. 
La section entre Kawabata-dōri et Horikawa-dōri atteint les 50 mètres de largeur, 26 sans les trottoirs, avec une allée d'arbres des deux côtés et un terre-plein central. Cette section comprend aussi des toilettes publiques et des poteaux portant le nom des rues qu'Oike-dōri rencontre. Elle est ainsi la rue la plus large de Kyoto,. Elle comprend aussi deux installations d'art public, « Uchū no Jikan » (宇宙の時間), placée à l'intersection avec Kawaramachi en mars 2000, et « Island Lake » (アイランド・レイク（水の浮島）), placée entre Kawaramachi et Kiyamachi en mars 2002.
La circulation se fait dans les deux sens. La rue fait environ 5 300 mètres de long. Entre Kawabata-dōri et Horikawa-dōri, Oike-dōri porte la route préfectorale 37 - Dépôt de Nijō-Higashiyama-Sanjō (ja) (京都府道37号二条停車場東山三条線), tandis qu'entre la gare de Nijō et Uzumasa Tenjingawa, la rue porte la route préfectorale 112 - Dépôt de Nijō-Arashiyama (ja) (京都府道112号二条停車場嵐山線).
Selon certaines sources, sa fin se fait à Tenjingawa-dōri, pour une longueur de 4 900 mètres,,, ou encore 5 049,6 mètres selon la police municipale.

### Voies rencontrées
Liste des voies rencontrées,. Les voies rencontrées de la droite sont mentionnées par (d), tandis que celles rencontrées de la gauche, par (g). Seules les rues portant un nom sont listées.
1. Kawabata-dōri (ja) (川端通)[1]
2. Kiyamachi-dōri (en) (木屋町通)[1]
3. Kawaramachi-dōri (en) (河原町通)[1]
4. Teramachi-dōri (en) (寺町通)[1]
5. Gokomachi-dōri (御幸町通)[1]
6. Fuyachō-dōri (en) (麩屋町通)[1]
7. Tominokōji-dōri (富小路通)[1]
8. Yanaginobanba-dōri (ja) (柳馬場通)[1]
9. Sakaimachi-dōri (堺町通)[1]
10. Takakura-dōri (ja) (高倉通)[1]
11. Ainomachi-dōri (間之町通)[1]
12. Higashinotōin-dōri (en) (東洞院通)[1]
13. Kurumayachō-dōri (間之町通)[1]
14. Karasuma-dōri (en) (烏丸通)[1]
15. Ryōgaemachi-dōri (両替町通)[1]
16. Muromachi-dōri (ja) (室町通)[1]
17. Koromonotana-dōri (衣棚通)[1]
18. Shinmachi-dōri (ja) (新町通)[1]
19. Kamanza-dōri (釜座通)[1]
20. Nishinotōin-dōri (ja) (西洞院通)[1]
21. Ogawa-dōri (小川通)[1]
22. Aburanokōji-dōri (ja) (油小路通)[1]
23. (d) Higashihorikawa-dōri (en) (東堀川通)
24. Horikawa-dōri (ja) (堀川通)[1]
25. (g) Iwagami-dōri (岩上通)[1]
26. Inokuma-dōri (ja) (猪熊通)[1]
27. Kuromon-dōri (黒門通)[1]
28. Ōmiya-dōri (en) (大宮通)[1]
29. Shinsen'en-dōri (神泉苑通)[1]
30. (g) Yashiro-dōri (矢城通)
31. Bifuku-dōri (美福通)
32. Senbon-dōri (ja) (千本通)[1]
33. (d) Rokkenmachi-dōri (六軒町通)[1]
34. Shichihonmatsu-dōri (ja) (七本松通)[1]
35. Taihei-dōri (太平通)
36. Shimonomori-dōri (下ノ森通) [aussi appelée Aiainozushi-dōri (相合図子通)][1]
37. Onmae-dōri (ja) (御前通)[1]
38. Tenjin-dōri (天神通)[1]
39. Nishidoi-dōri (西土居通)[1]
40. Nishiōji-dōri (ja) (西大路通)[1]
41. Sai-dōri (ja) (佐井通) [aussi appelée Kasuga-dōri (春日通)][1]
42. (d) Sainishi-dōri (佐井西通)
43. Nishikōji-dōri (ja) (西小路通)[1]
44. (d) Kitsuji-dōri (木辻通)
45. (d) Kawarazushi-dōri (河原図子通)
46. Kadonoōji-dōri (ja) (葛野大路通)[1]
47. Tenjingawa-dōri (天神川通) [aussi appelée Kadononaka-dōri (葛野中通)][1],[8]
48. Sanjō-dōri (en) (三条通)

### Transports en commun

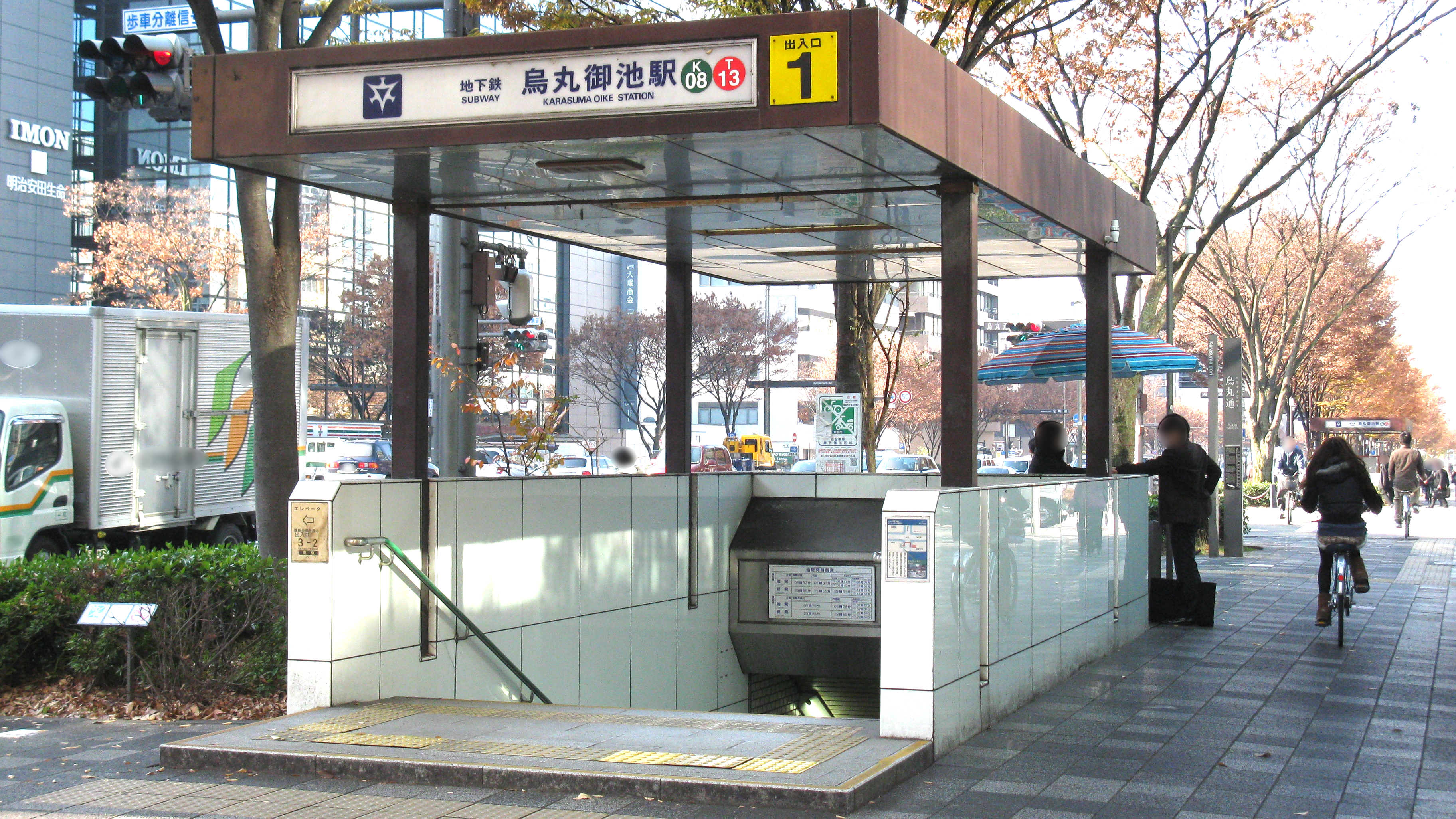
Sortie 1 de la station Karasuma-Oike, sur Oike-dōri.

Oike-dōri est dû à sa longueur et sa position géographique un important axe de transport à Kyoto. Cinq stations du métro de Kyoto se trouvent sur la rue, les stations Kyōto Shiyakusho-mae, Karasuma-Oike, Nijō, Nishiōji Oike et Uzumasa Tenjingawa, toutes sur la ligne Tōzai, ainsi que sur la ligne Karasuma pour Karasuma-Oike. La station Nijōjō-mae, entre Karasuma-Oike et Nijō, est située sur Oshikōji-dōri, seulement une rue au nord d'Oike-dōri. Nijō est aussi le nom d'une gare ferroviaire au même emplacement que la station de métro, desservie par la ligne Sagano de JR West. Au début de la rue à l'est, avant le fleuve Kamo, la rue se trouve tout près de la gare de Sanjō sur la ligne principale Keihan, tandis qu'à son extrémité ouest, se trouve tout près de la station Uzumasa Tenjingawa la station Randen-Tenjingawa (en) du tramway de Kyoto.
Les autobus du réseau d'autobus de Kyoto (ja) passent sur la rue. Les arrêts les plus importants sont Kyōto Shiyakusho-mae, en correspondance avec la station de métro et desservi par les lignes 3, 4, 5, 7, 10, 15, 32, 37, 51, 59, 105 et 205, Karasuma-Oike, en correspondance avec la station de métro et desservi par les lignes 15, 51 et 65, Horikawa-Oike (堀川御池), en correspondance avec la station Nijōjō-mae et desservi par les lignes 9, 12, 15, 50 et 67, Gare de Nijō, en correspondance avec la gare ferroviaire et la station de métro et desservi par les lignes 6, 15, 18, 46, 52, 55, 69, 201 et 206, Nishiōji-Oike, en correspondance avec la station de métro et desservi par les lignes 26, 27, 53, 75, 85, 91, 202 et 205, et Uzumasa-Tenjingawa-mae, en correspondance avec la station de métro et la station de tramway et desservi par les lignes 8, 11, 27, 75, 71 et 85. Les autobus de la société privée Kyoto Bus (ja) passent aussi sur la rue. Les arrêts les plus importants sont Kyōto Shiyakusho-mae, en correspondance avec la station de métro et desservi par les lignes 41, 43, 62, 63, 65, 66 et la ligne rapide, Karasuma-Oike, en correspondance avec la station de métro et desservi par les lignes 62, 63, 65 et 66, Horikawa-Oike, en correspondance avec la station Nijōjō-mae et desservi par les lignes 62, 63, 65 et 66, Gare de Nijō, en correspondance avec la gare ferroviaire et la station de métro et desservi par les lignes 62, 63, 65 et 66 et Uzumasa-Tenjingawa-mae, en correspondance avec la station de métro et la station de tramway et desservi par les lignes 72, 73, 75, 76, 81 et 83.

## Odonymie

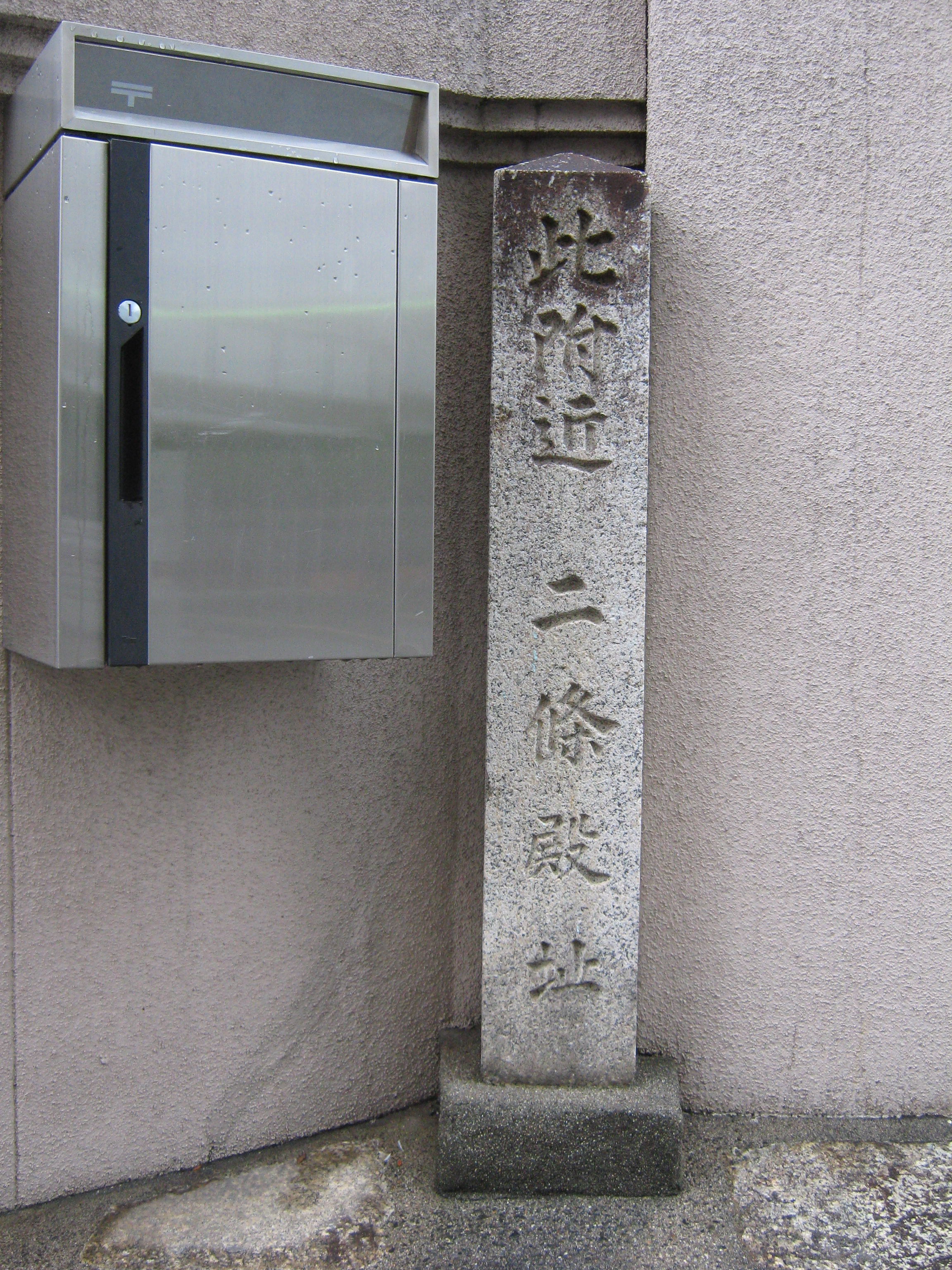
Stèle du Nijō-dono.

Le kanji 池 (ike) signifie « étang », et le préfixe 御 (o) peut signifier « impérial » ou simplement ajouter une nuance de respect. Selon l'ouvrage historique Kyōmachi Kagami (京町鑑), publié en 1762, le nom « Oike » (御池通) tire son nom du Shinsen-en, un ancien jardin japonais, premier de Kyoto et considérablement réduit en 1603 pour la construction du château de Nijō, avant d'être reconverti en temple bouddhiste en 1607,. Le Shinsen-en était déjà connu comme un étang de source avant la fondation de Heian-kyō et a ainsi été aménagé à la chinoise lors de la création de la capitale. Successivement visité par différents empereurs, il est sacré en 856 par le moine Jōgyō (ja) (常暁). Relié au palais Heian, le palais impérial de Heian-kyō, le Shinsen-en aurait depuis été appelé « étang impérial » et Oike-dōri ferait donc référence à l'étang,,.
D'autres origines sont cependant avancées. L'ouvrage Kyō Suzume (ja) (京雀), publié en sept volumes en 1665, indique entre autres que la rue est nommée après le quartier Oike-chō (maintenant Oikeno-chō (御池之町)), que l'on trouve au carrefour avec Muromachi-dōri, où se trouvait auparavant la résidence impériale « Kamoi-dono » (鴨居殿). Dans cette résidence se trouvait un étang du nom de « Kamoi », qui serait l'origine du nom de la rue et du quartier éponyme,. Dans le Kyōto Bōmokushi (京都坊目誌), publié en 1916 par Usui Kosaburō (碓井 小三郎), il est indiqué qu'au carrefour de la rue et de Karasuma-dōri se trouvait la résidence annexe de Fujiwara Yoshizane (1216-1271). Dans la résidence se trouvait un étang du nom de « Ryūyaku » (竜躍) et dont l'eau rafraîchissante coulait jusqu'à Sanjō Bōmon,.
L'historien Shigeo Katō réfute que l'origine du nom serait le Shinsen-en, car aucune trace du surnom « Oike » subsiste pour ce dernier pour la période donnée ni aucune raison pour le surnommer ainsi, de même qu'il serait le quartier Oikeno-chō (御池之町), dont la résidence Kamoi-dono dont il tire son nom a disparu bien avant la dénomination de la rue. L'origine qu'il retient pour le nom « Oike » serait l'étang « Ryūyaku » de la résidence de Fujiwara Yoshizane, qui portait aussi le nom Nijō. Le palais était ainsi appelé « Nijō-dono (ja) » (二条殿) et le quartier dans lequel il se trouve se nomme maintenant Nijōdono-chō (二条殿町). Le palais a plus tard servi de résidence à Nijō Yoshimoto (1320-1388), puis plus tard saisi par Oda Nobunaga, qui lui donne le nom « Nijō-dono ». Le palais est brûlé en 1582 durant l'incident du Honnō-ji. Ledit étang du palais existe toujours derrière Ryōgaemachi-dōri, au nord d'Oike-dōri,. Katō appuie son argument sur plusieurs sources qui montrent que le Nijō-dono était aussi appelé Oike-dono. Dans le Dainihon Chimei Jisho (ja) (大日本地名辞書) de 1909, Yoshida Tōgo (ja) écrit le nom de Nijō-dono sous le nom Oike-dono. Dans l'ouvrage Kyōto-shi no Chimei (京都市の地名) de 1979, le palais est listé sous le nom « Nijō Oike-dono » (二条御池殿). Une stèle posée par la ville de Kyoto au carrefour d'Oike-dōri et de Ryōgaemachi-dōri porte aussi l'inscription « Site de Nijō-dono Oike » (二条殿御池跡). Une notice dans le Kyōmachi Kagami indique aussi qu'il y avait un étang derrière les résidences de Ryōgaemachi-dōri, un étang qui existait toujours lorsque l'ouvrage est écrit. Dans la chronique « Rōjin Zatsuwa » ((ja) 老人雑話 (Wikisource)), écrit par un disciple du médecin Emura Sensei (ja) (1565-1664), l'étang est aussi appelé « Oike », mais avec les kanjis « 小池 ».
Le Kyō Suzume mentionne que Nijō-dono est à l'est de Kamoi-dono. Dans le « Omohimama no Nikki » (おもひまゝの日記) de Nijō Yoshitomo, il écrit l'étang contenait des îles ainsi que des « chutes d'eau allant jusqu'à 5 shaku [150 centimètres] de haut », ce qui appuie la thèse que l'étang de Nijō-dono serait l'origine du nom d'Oike-dōri, car l'étang était suffisamment imposant pour avoir inspiré le nom. Les chutes de l'étang sont aussi visibles sur les paravents Rakuchū Rakugai-zu (ja) (洛中洛外図). Dans un article du 1er avril 1571 du Shinchō kōki, la chronique de Nobunaga, il est écrit que Nobunaga apprécie le jardin et a ainsi décidé de le réaménager. Des excavations par le bureau du travail de la préfecture de Kyoto (ja) (京都労働局) au nord du carrefour Ryōgaemachi-Oike ont mis au jour des restants d'un jardin qui pourrait bien être l'étant Ryūyaku.
L'année de l'adoption du nom Oike est inconnue, mais le nom est utilisé au moins depuis le début de l'époque d'Edo (1603-1868). Le nom est aussi transcrit avec les kanjis « 小池通 » dans certaines cartes du début de cette période. Le nom Oike-dōri s'appliquait originellement seulement à la partie à l'ouest de Muromachi-dōri, tandis que la partie à l'est s'appelait Hachimanchō-dōri (八幡町通), en référence au sanctuaire shinto Gosho Hachiman-gū,.
Le nom historique « Sanjō Bōmon-kōji » fait référence aux « Bōmon » (坊門), des portes permettant l'accès au-delà des murs, nommés « Bōjō » (坊城), séparant les capitales de gauche (Sakyō) et de droite (Ukyō), placées au carrefour de chaque voie est-ouest et de l'avenue Suzaku. « Sanjō Bōmon » fait donc référence à la porte de l'avenue Sanjō (en) (三条大路) entre les capitales de gauche et de droite.
La rue est nommée dans le « Marutakeebisu » (丸竹夷), la chansons pour se souvenir des rues de Kyoto pour les rues d'orientation est-ouest, dans le premier vers « Maru Take Ni Oshi Oike » (丸竹夷二押御池).

## Histoire

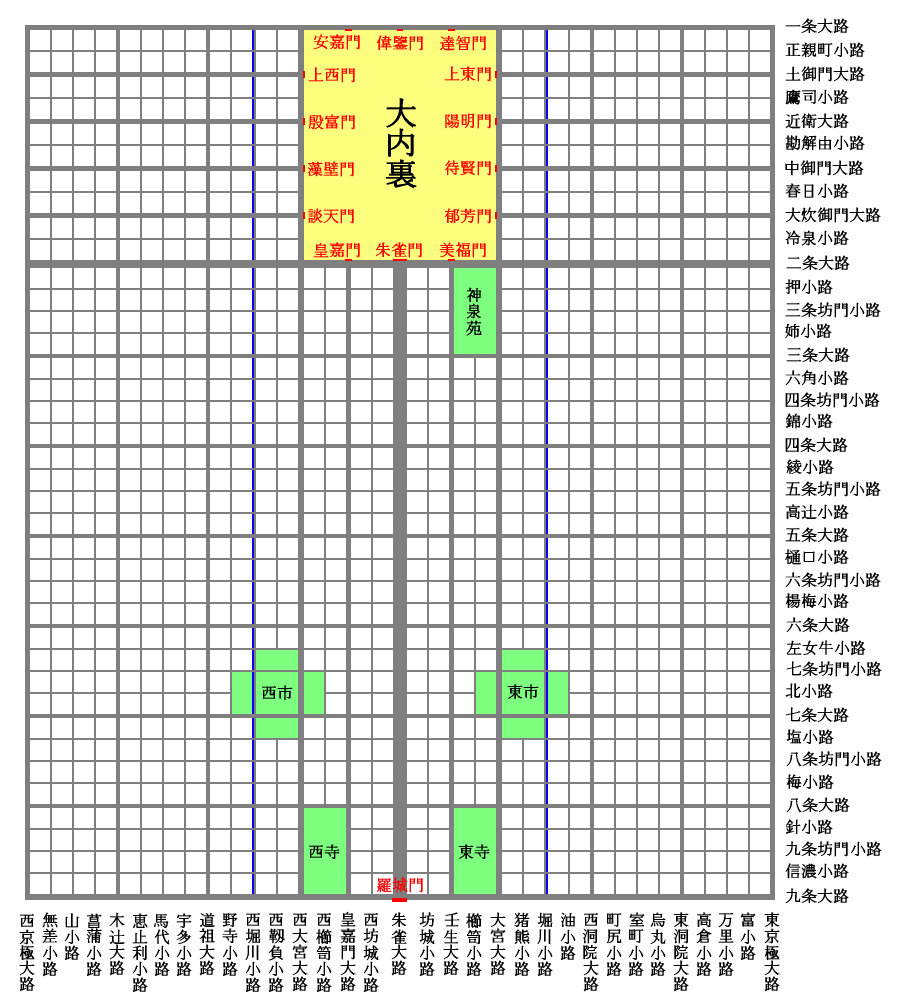
Carte des voies de Heian-kyō, la capitale impériale de 792 jusqu'au milieu du XIXe siècle.

Oike-dōri correspond à l'allée Sanjō Bōmon (三条坊門小路, Sanjō (no) Bōmon (no)-kōji) lors de la fondation de la capitale impériale Heian-kyō en 794,. L'allée mesurait près de 12 mètres de large et correspond aux sections entre Teramachi et Senbon, puis entre Shichihonmatsu et l'avenue Nishikyōgoku (qui n'existe plus), à l'est de l'actuel Tenjingawa-dōri. L'allée Sanjō Bōmon était située entre les avenues Nijō et Sanjō et des portes s'y situaient à l'intersection avec l'avenu Suzaku. Le 24 août 874, la porte Hōzai (豊財坊門) du côté de la capitale de droite s'écroule, tuant un soldat, sa femme et quatre enfants. Durant la période Heian (794-1185), plusieurs résidences de nobles se trouvaient sur l'allée. Les bureaux d'administration (ja) des capitales de gauche et de droite se trouvaient sur l'allée, au carrefour avec l'avenue Suzaku, tandis qu'au coin sud-ouest du carrefour avec l'avenue Mibu (ja) (壬生大路) se trouvait le Daigaku-ryō. Au coin nord-ouest du carrefour avec l'avenue Suzaku se trouvait le Kokusō-in (ja) (穀倉院), l'entrepôt alimentaire impérial,. À l'ouest, la portion de la rue dans la capitale de droite disparaît vers le milieu de la période Heian avec le déclin d'Ukyō. Des excavations ont tout de même montré que certaines parties de la rue à l'ouest de l'avenue Suzaku, notamment au carrefour de l'avenue Kōkamon (ja) (皇嘉門大路) et au carrefour de l'allée Nodera (野寺小路), continuent d'être habitées jusqu'à l'époque de Kamakura,,,.
Durant l'époque Nanboku-chō (1336-1392), la résidence d'Ashikaga Tadayoshi se trouvait sur la rue, au carrefour avec l'allée Made (ja) (万里小路). Au nord de la résidence de Tadayoshi se trouvait un temple bouddhiste du nom de Tōji-in (等持院), pas le Tōji-in de l'actuel arrondissement de Kita. Ce premier est plus tard renommé Tōji-ji (le quartier porte toujours le nom Tōjiji-chō (等持寺町), mais le temple a disparu). Entre 1350 et 1352, durant l'incident de Kan'ō, Ashikaga Yoshiakira, fils d'Ashikaga Takauji, emménage dans la résidence du défunt Tadayoshi, mais en 1364, construit une résidence juste à l'est de la résidence de Tadayoshi. La nouvelle résidence est par la suite héritée par Ashikaga Yoshimitsu, qui finit par déménager en 1378 au Hana no Gosho (ja). La résidence de Yoshiakira continue d'être utilisée par les Ashikaga pour des occasions spéciales. Durant l'époque de Muromachi (1336-1573), on trouvait sept brasseries sur la rue, entre l'avenue Higashikyōgoku (en) (東京極大路) et l'allée Horikawa (ja) (堀川小路).
Durant la guerre d'Ōnin (1467-1477), la région de l'allée dans la capitale de gauche est détruite par les affrontements, notamment ceux entre Takeda Nobukata (ja) et Hatakeyama Yoshinari près du Tōji-ji au carrefour avec l'allée Takakura (ja) (高倉小路). Durant l'ère Meiō (1492-1501), l'allée rouvre rouvre entre les allées Made et Muromachi (ja) (室町小路), dans l'enceinte de la ville de Shimogyō, à l'époque où Kyoto est divisée entre les capitales du Haut (Kamigyō) et du Bas (Shimogyō). On trouve seulement sur l'allée les temples Tōji-ji, Myōkaku-ji (ja) (妙覚寺) et Myōken-ji (ja) (妙顕寺). L'actuel centre de Shimogyō était plutôt au sud de l'allée Ane (姉小路). En 1515, Ashikaga Yoshitane construit un nouveau palais impérial sur le lieu où se tenait l'ancien palais impérial du Bas, au carrefour avec l'allée Made. Même s'il est construit en dehors de l'enceinte de Shimogyō, le palais attire des résidents de Kamigyō et le secteur se développe. En 1576, Oda Nobunaga s'approprie le Nijō-dono et le transforme en nouveau palais, mais celui-ci est brûlé après l'incident du Honnō-ji.
L'Oike-dōri est ouverte entre Teramachi-dōri et Ōmiya-dōri en 1590 par Toyotomi Hideyoshi dans le cadre du réaménagement territorial de l'ère Tenshō (ja) (天正の地割, Tenshō no jiwari). Il déplace en 1583 le Myōken-ji dans le Teranouchi et y construit le château de Myōkenji (妙顕寺城), terminé en 1585. L'imposant château possédait des douves et possiblement une tour. Bordé par Nijō-dōri au nord, Oike-dōri au sud, Nishinotōin-dōri à l'est et Aburanokōji-dōri à l'ouest, il est finalement abandonné en 1587 après la construction du nouveau palais Jurakudai,. Oike-dōri est prolongée à l'ouest d'Ōmiya-dōri en 1602. La rue s'étend alors de Teramachi-dōri à l'est à Shinsen'en-dōri à l'ouest. On y trouvait des négociants du textile et de la soie, ainsi que des petits armuriers. On y trouvait aussi le pont Kasasagi (鵲の橋), qui permettait de traverser un fossé au-delà de Karasuma-dōri.
Oike-dōri à sa création était une voie étroite et c'est seulement après la Seconde Guerre mondiale qu'elle atteint sa largeur actuelle,. En 1897, après la construction de la gare de Nijō, Oike-dōri est interrompu à Senbon-dōri et est déviée vers le nord. En mars 1945, dû aux bombardements stratégiques sur le Japon par les Alliés, les résidences du côté sud de la rue entre le fleuve Kamo et Horikawa-dōri sont évacuées pour augmenter la distance entre les quartiers en cas d'incendie ; ainsi, plusieurs maisons sont démolies,. Se servant de l'exemple d'Oike-dōri, Horikawa-dōri et Gojō-dōri (ja) subissent le même sort. Après la Guerre, les forces d'occupation saisissent la mairie et le large espace vide devant sur Oike-dōri est converti en court de tennis. Les autres zones évacuées sur la rue sont convertis en potagers. Quelques années plus tard, la chaussée est élargie pour englober les zones évacuées, atteignant ainsi 50 mètres,.
Originellement, la section entre Senbon-dōri et Onmae-dōri était très étroite et était donc un chemin de terre en sens unique se rendant jusqu'à Saga Tenryūjitsukurimichi-chū (嵯峨天竜寺造路町) dans l'arrondissement d'Ukyō, mais après la construction de la gare de Nijō, la rue est élargie et est reliée de Shichihonmatsu-dōri au carrefour Senbon-Oshikōji.
Un nouveau « plan de réaménagement exhaustif » (総合設計制度) est lancé en juillet 1994 sur la rue, commençant par la rénovation de l'Hôtel Ōkura Kyoto (ホテルオークラ京都) au carrefour avec Kawaramachi-dōri. Les limites de hauteur sont aussi assouplies à 60 mètres pour permettre la création d'édifice à usage public, même si plusieurs membres de l'association bouddhiste de Kyoto, qui inclut notamment les temples Kiyomizu-dera et Kinkaku-ji, s'y sont opposés. En octobre 1997, la ligne Tōzai du métro de Kyoto ouvre sur la rue entre Kyōto-Shiyakusho-mae et Nijō. En 2002, la section entre Shichihonmatsu-dōri et Onmae-dōri est réaménagée. Le 12 juin 2003, la section du fleuve Kamo à Horikawa-dōri est réaménagée sous le nom « Kyōto Symbol Road », et la rue compte désormais six voies. Le 16 janvier 2008, la ligne Tōzai du métro de Kyoto est élargie de Nijō à Uzumasa-Tenjingawa et la rue est allongée d'Onmae-dōri jusqu'à Sanjō-dōri et le nouveau carrefour créé au bout de la rue est nommé « Sanjō-Oike » (三条御池), même si plusieurs résidents ont été perplexes du choix du nom, car Sanjō-dōri et Oike-dōri sont originellement parallèles ; Sanjō-dōri bifurque en fait vers le nord-ouest après Nishiōji-dōri,,,.
Plus récemment, dû à la construction de nombreuses tours à bureaux, la quantité de maisons de ville traditionnelles et vieilles est en diminution.

## Patrimoine et lieux d'intérêt

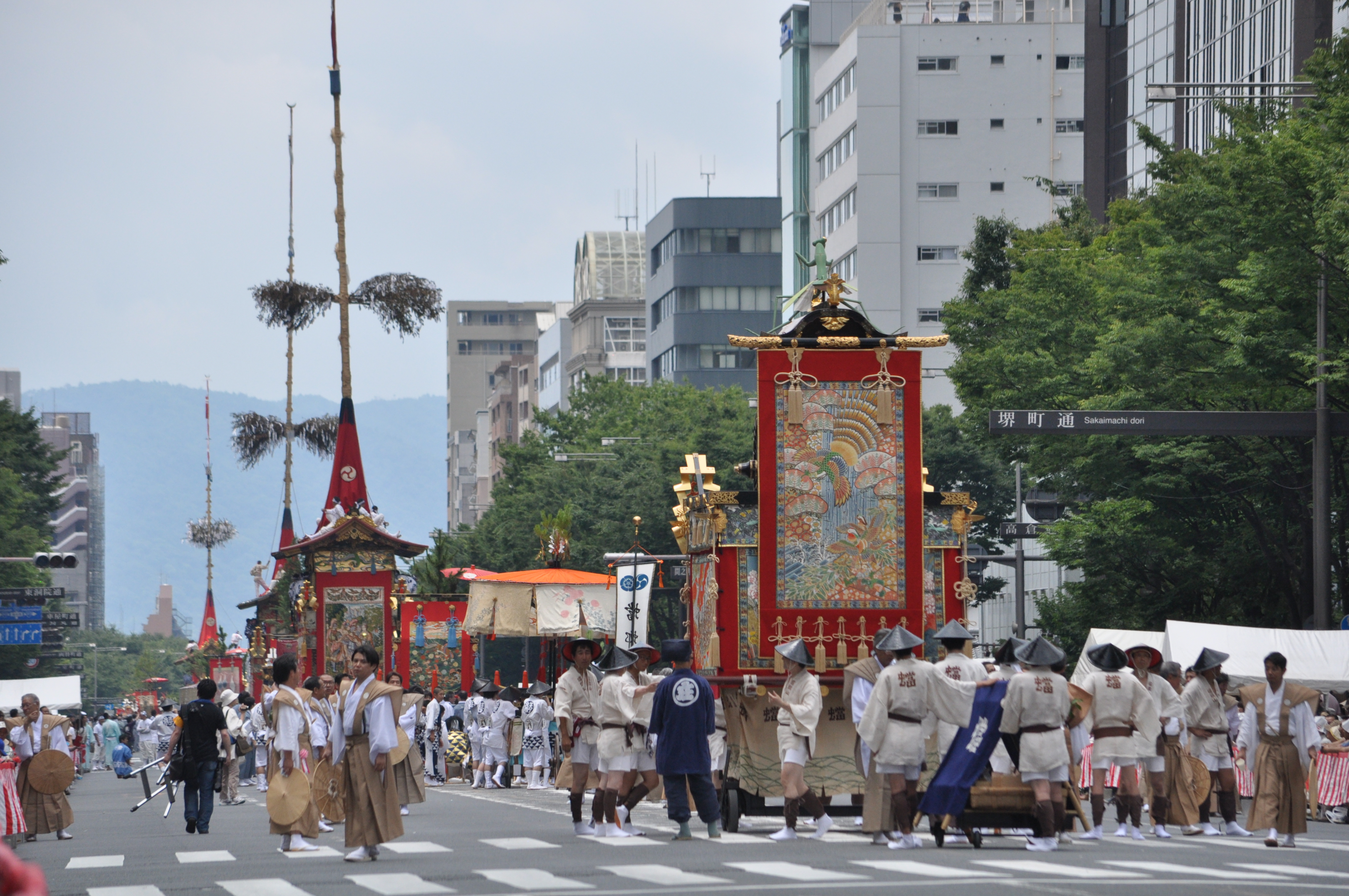
Défilé du festival de Gion sur Oike-dōri.

Le défilé des yamaboko du Gion matsuri chaque début de juillet sur la rue depuis 1956,,. Le défilé du Jidai matsuri y a aussi lieu chaque 21 octobre depuis 1962,. Un périmètre sécurisé pour observer les défilés est installé entre Karasuma-dōri et Kawaramachi-dōri pendant les festivals.
Au carrefour avec Kawaramachi-dōri se trouve l'hôtel Ōkura Kyoto (ja) (ホテルオークラ京都), ouvert en 1888 sur le site de l'ancienne résidence des seigneurs du domaine de Chōshū sous le nom d'Hôtel Tokiwa (常盤ホテル). Rénové en 1994, il s'agit du premier hôtel de style occidental à Kyoto. Juste à l'ouest de l'hôtel Ōkura se trouve la mairie de Kyoto (ja). Le bâtiment actuel remplace un bâtiment plus vieux datant de 1869 et construit sur une partie du terrain du Honnō-ji. Construit en 1927 à partir de plans conçus par Shin'ichi Nakano (中野 進一), il est fait de béton renforcé et s'inspire de l'architecture des temples. En face de l'hôtel Ōkura se trouve la garderie Shin'ai (信愛幼稚園), fondé en 1886 par les Sœurs de l'Enfant-Jésus de Chauffailles. À l'ouest de Teramachi du côté nord se trouve le fabricant de costumes traditionnel Okazen (おか善), fondé en 1789, tandis que du côté sud se trouve Hori Kin Hakufun (ja) (堀金箔粉), fabricant de feuille d'or fondé en 1711. Au carrefour avec Yanaginobanba-dōri se trouvait le collège Ryūchi (ja) (柳池中学校), ouverte le 21 mai 1869 en tant que l'une des premières écoles primaires du pays, avant de fermer à la fin de l'année scolaire 2003. Le collège Oike (ja) (京都市立京都御池中学校) est ouvert en 2007 dans un nouveau bâtiment sur le même terrain. Devant l'école se trouve le sanctuaire shinto Gosho Hachiman-gū (ja) (御所八幡宮), fondé en 1278 par l'empereur Go-Uda. Seule une partie du sanctuaire subsiste, une majeure partie ayant disparu dû aux évacuations forcées de la Seconde Guerre mondiale. À l'est de Sakaimachi se trouve le petit temple bouddhiste Meifuku-ji (ja) (明福寺), fondé en 1480 par Aochi Yoritsune (青地 頼賢) à Moriyama avant d'être déplacé à son lieu actuel en 1692. À l'ouest de Takakura, du côté sud, se trouve l'hôtel Gimmond, ouvert en 1965 dans l'ancien magasin Chōgin (丁吟商店) du commerçant d'Ōmi Kobayashi Gin'emon (ja) (小林 吟右衛門). À l'ouest de Higashinotōin se trouve Shimadai (嶋臺), un brasseur ouvert en 1608 en tant que marché de textile, puis reconverti en brasseur durant l'ère Tenmei.

Lieux d'intérêts (section Kawabata-Karasuma)
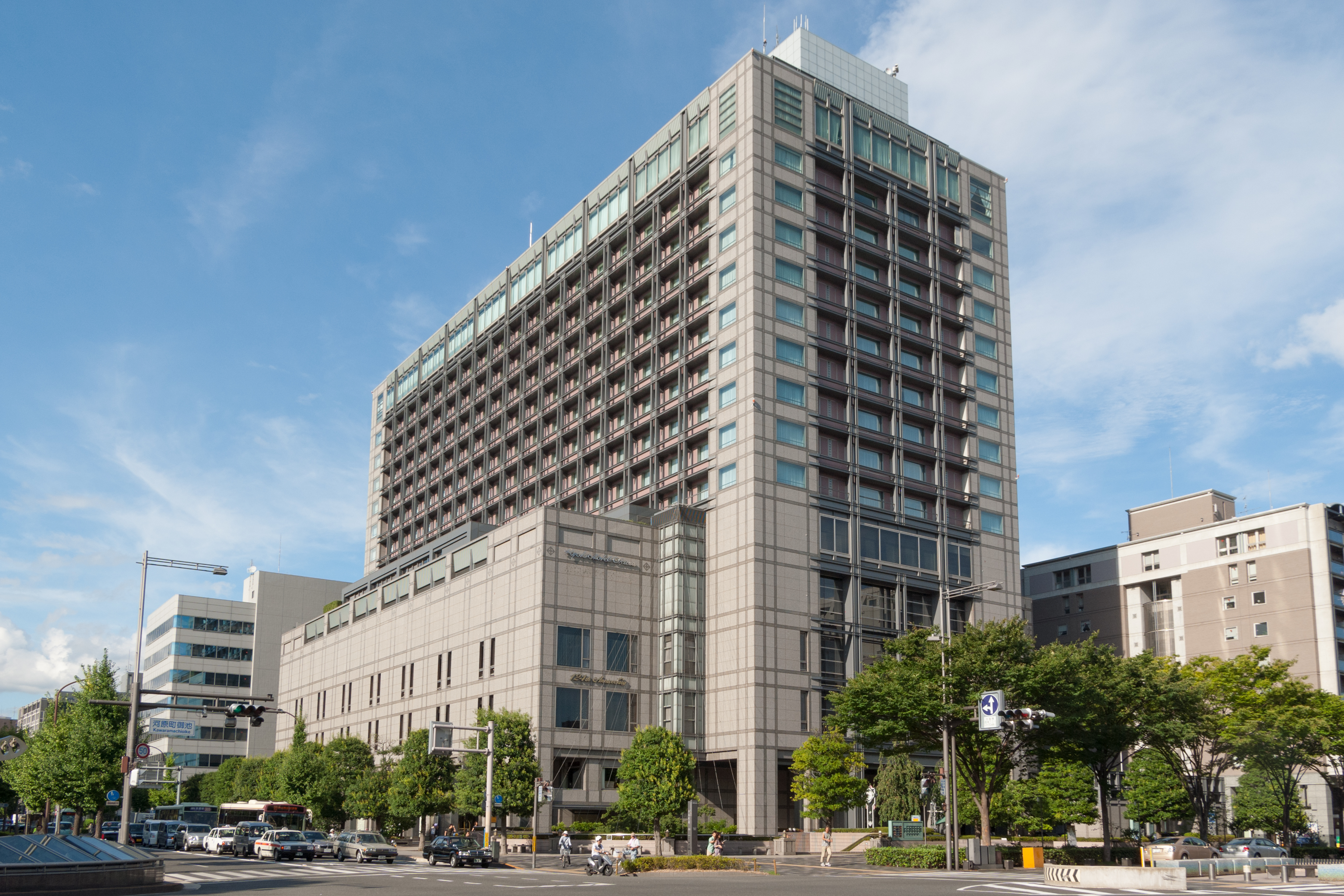
Kyoto Hotel (officiellement l'hôtel Ōkura Kyoto)
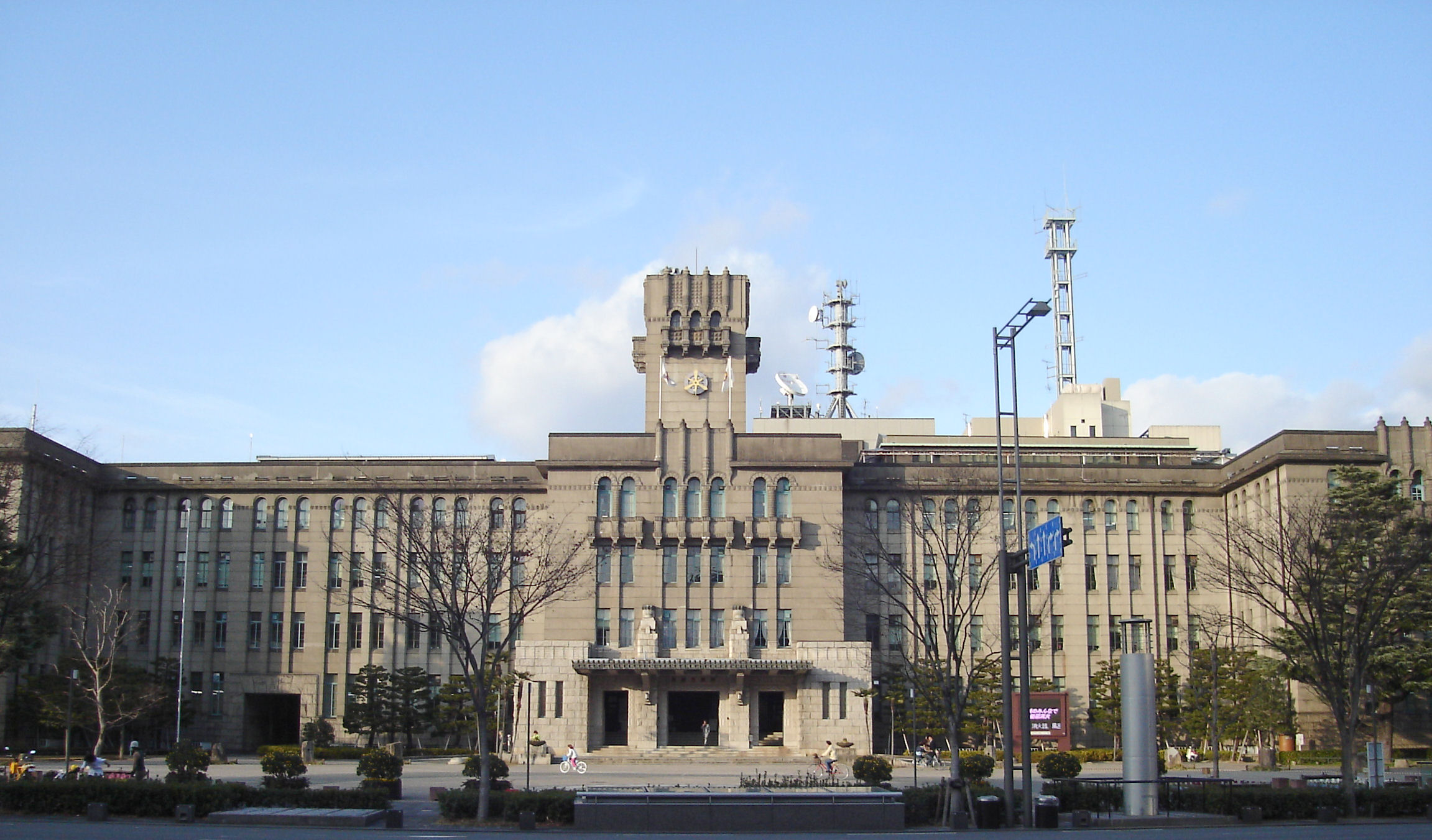
Mairie de Kyoto
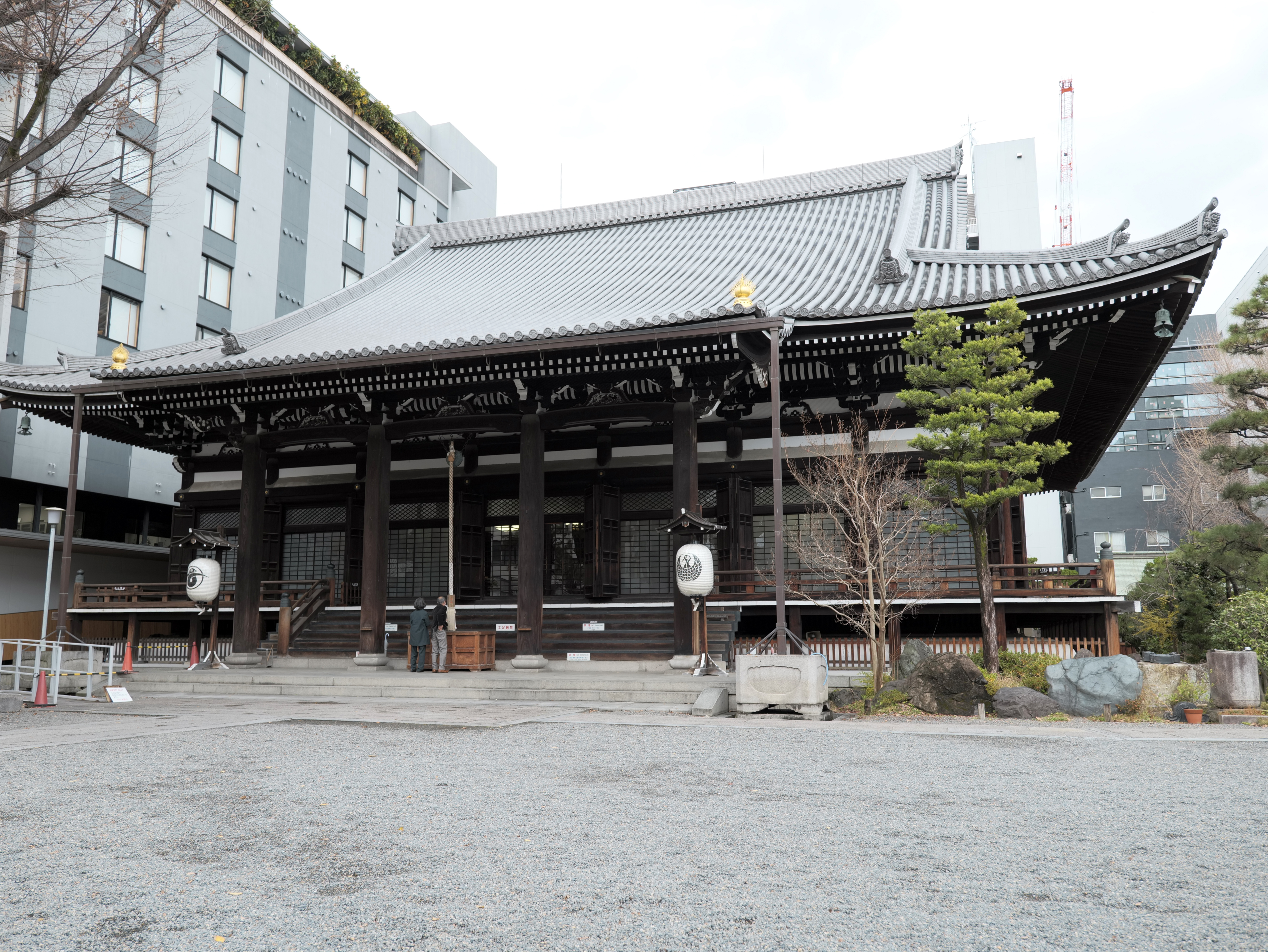
Bâtiment principal du Honnō-ji
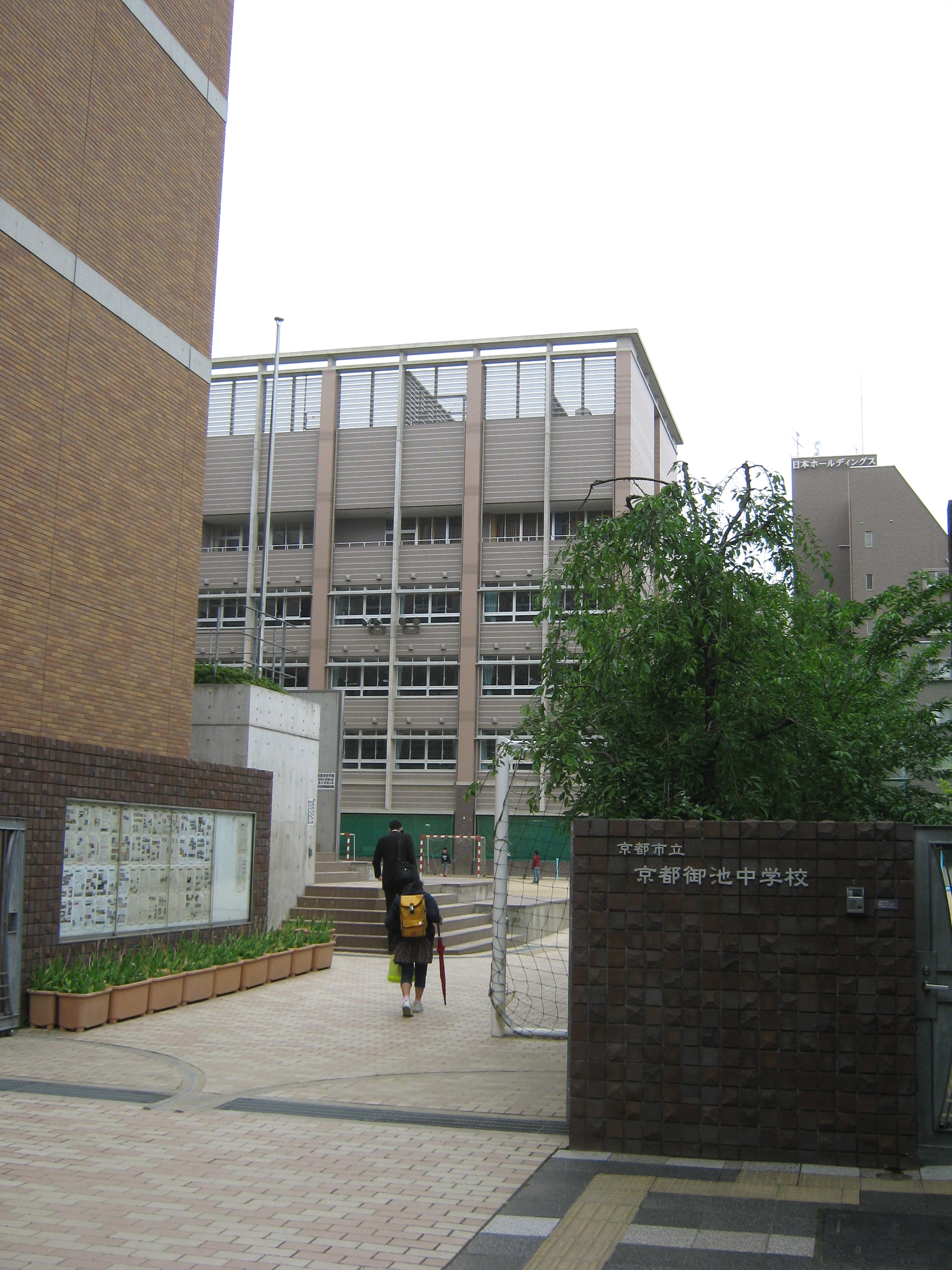
Collège Oike
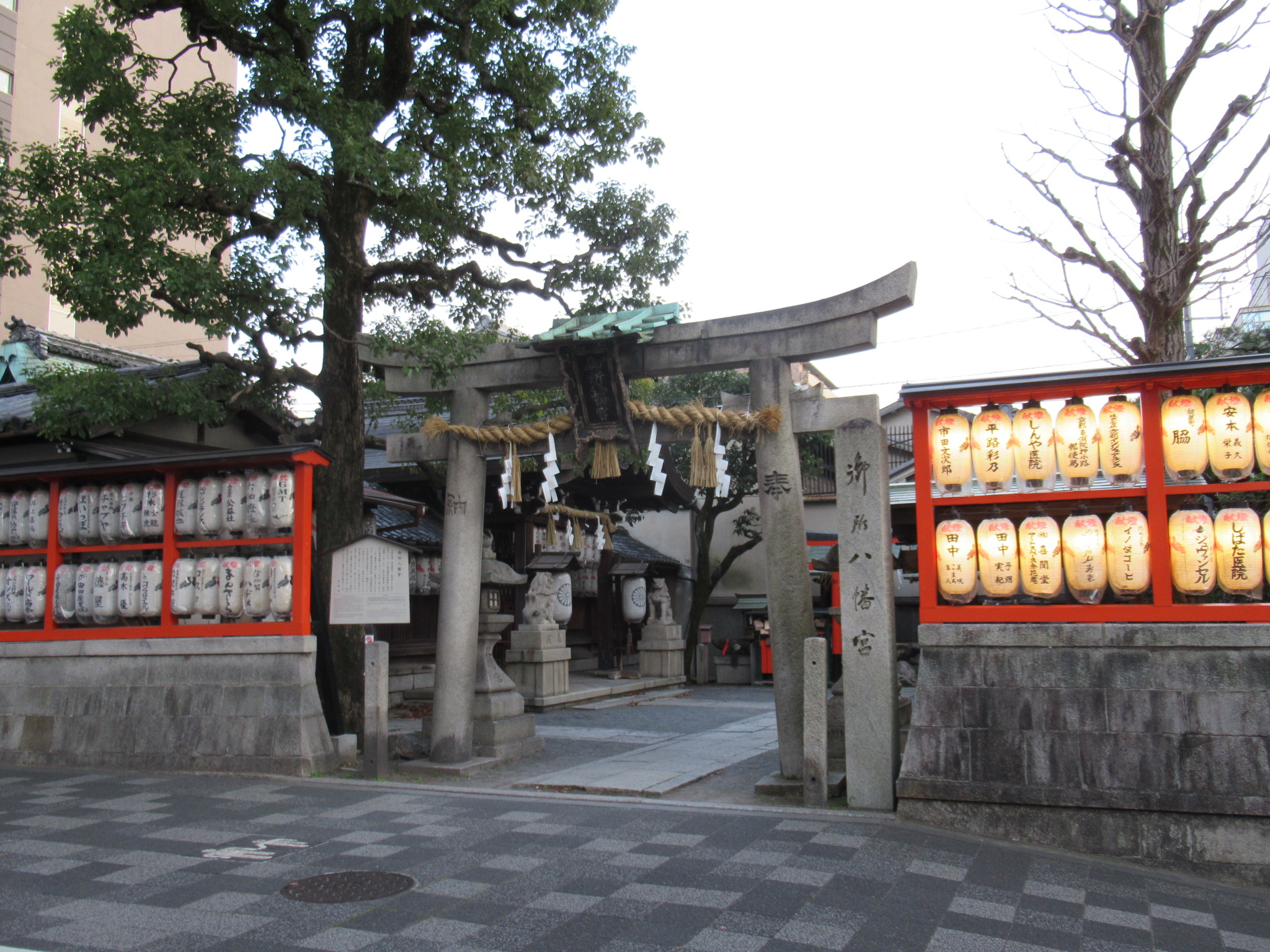
Gosho Hachiman-gū

Du côté nord, à l'ouest d'Aburanokōji se trouve le lycée municipal musical Horikawa (ja) (京都市立京都堀川音楽高等学校), le seul du genre au Japon. De 2010 à 2023, dans un bâtiment annexe du lycée musical, se trouvait la galerie d'art « @ＫＣＵＡ» de l'Université municipale des Arts de Kyoto, relocalisé dans des nouveaux bâtiments près de la gare de Kyoto,. On trouve la résidence historique Nijō Jinya (ja) (二条陣屋) sur Ōmiya-dōri, au sud du carrefour avec Oike-dōri, datant de la fin du XVIIIe siècle. Du côté nord, entre Ōmiya-dōri et Shinsen'en-dōri, se trouve le jardin Shinsen-en, qui agit maintenant en tant que temple bouddhiste affilié au Tō-ji. À l'est de Shinsen'en-dōri, du côté nord, se trouve le café « Tyrol » (チロル), fondé en 1969 et ayant apparu dans le film Magare! Spoon (ja).

Lieux d'intérêts (section Karasuma-Senbon)
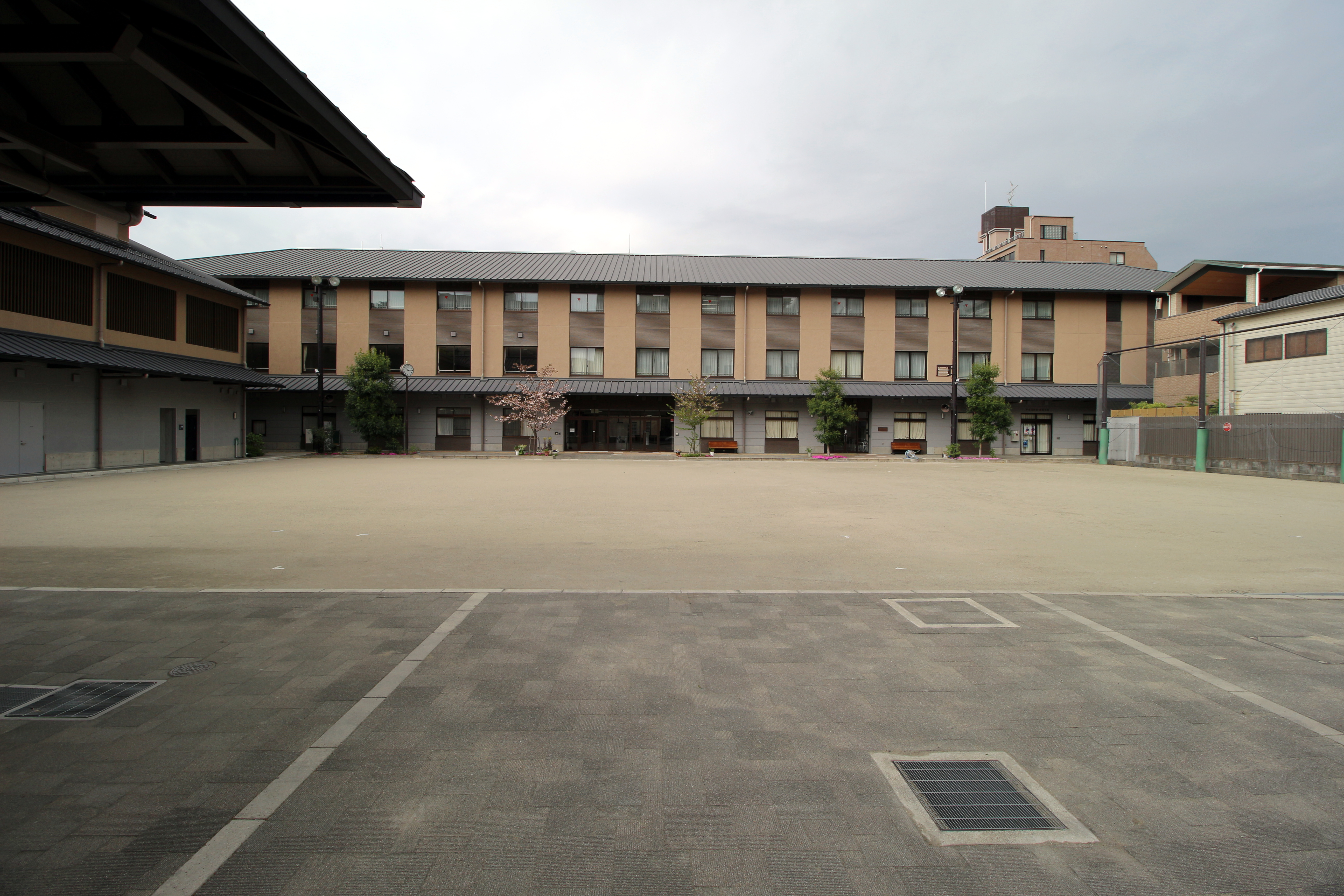
Lycée musical Horikawa
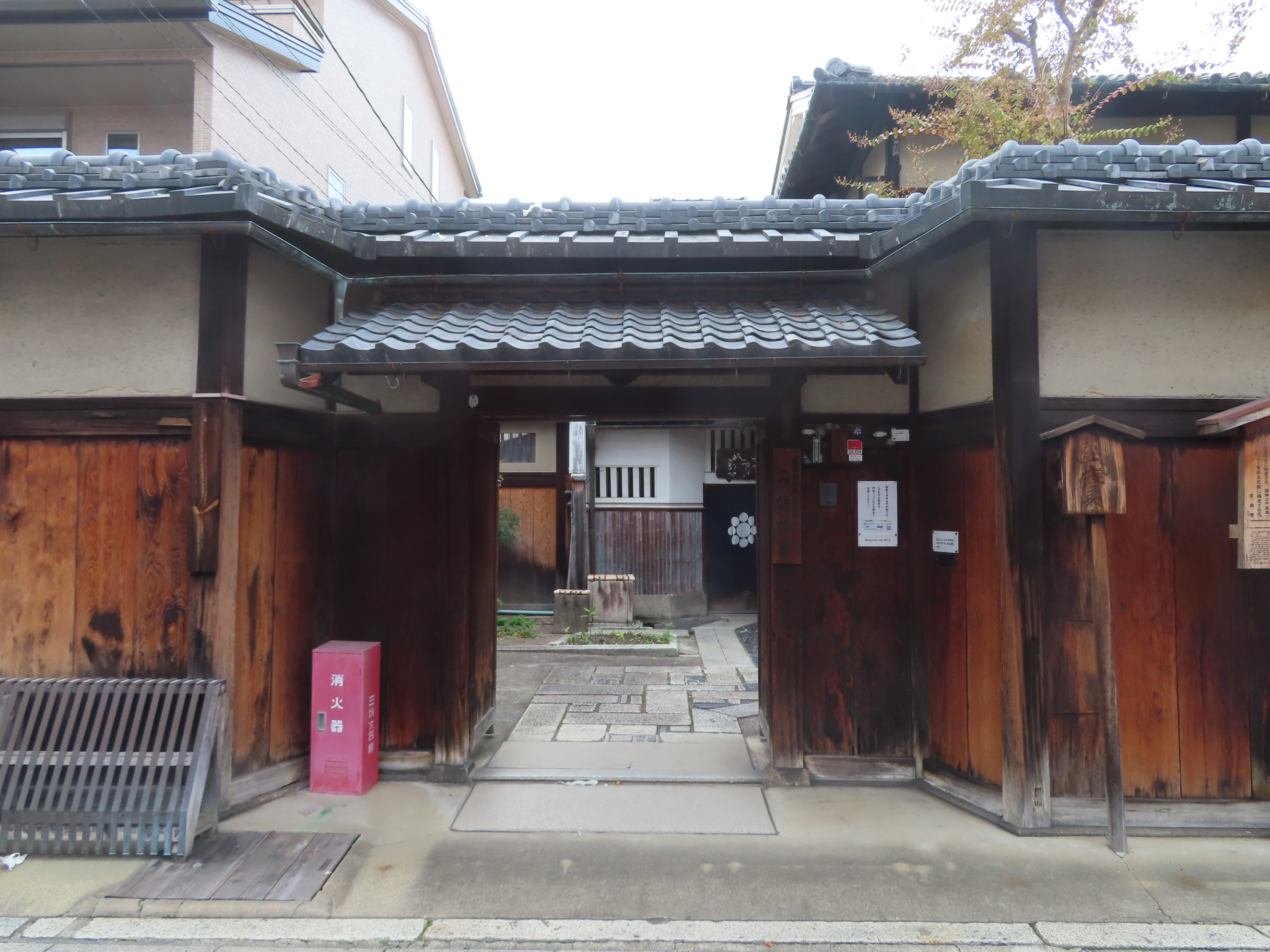
Nijō Jinya
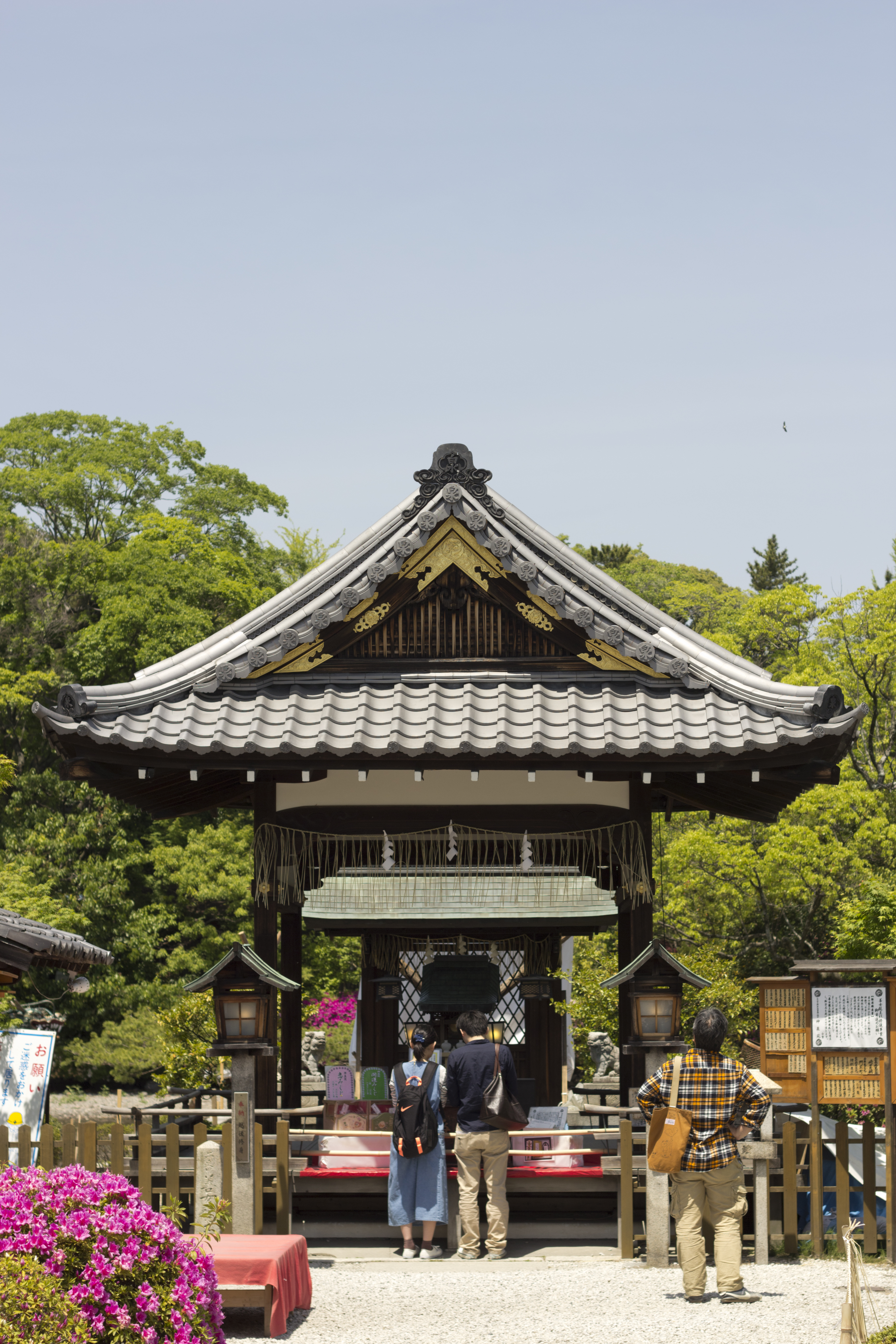
Shinsen-en
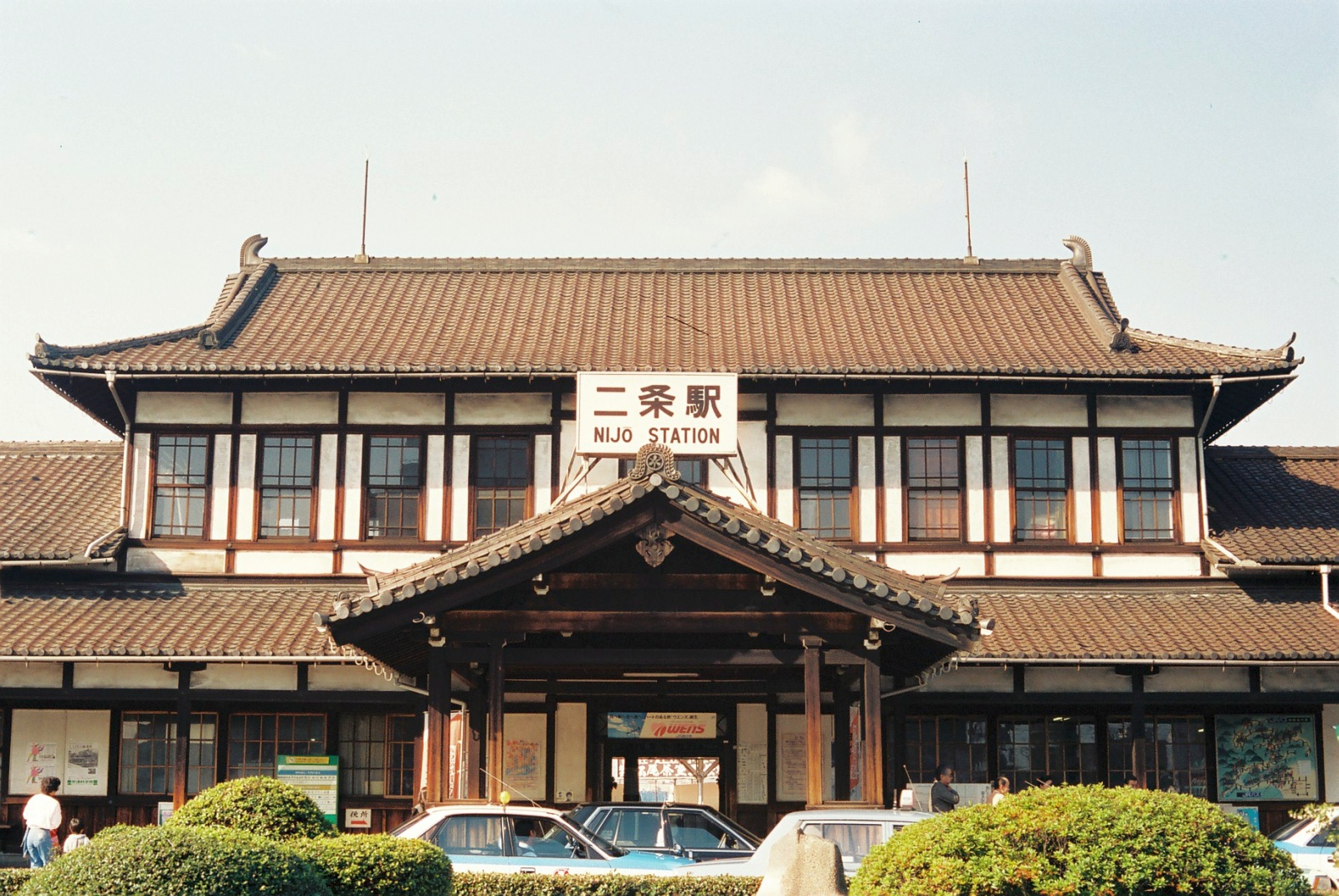
Gare de Nijō (bâtiment original)
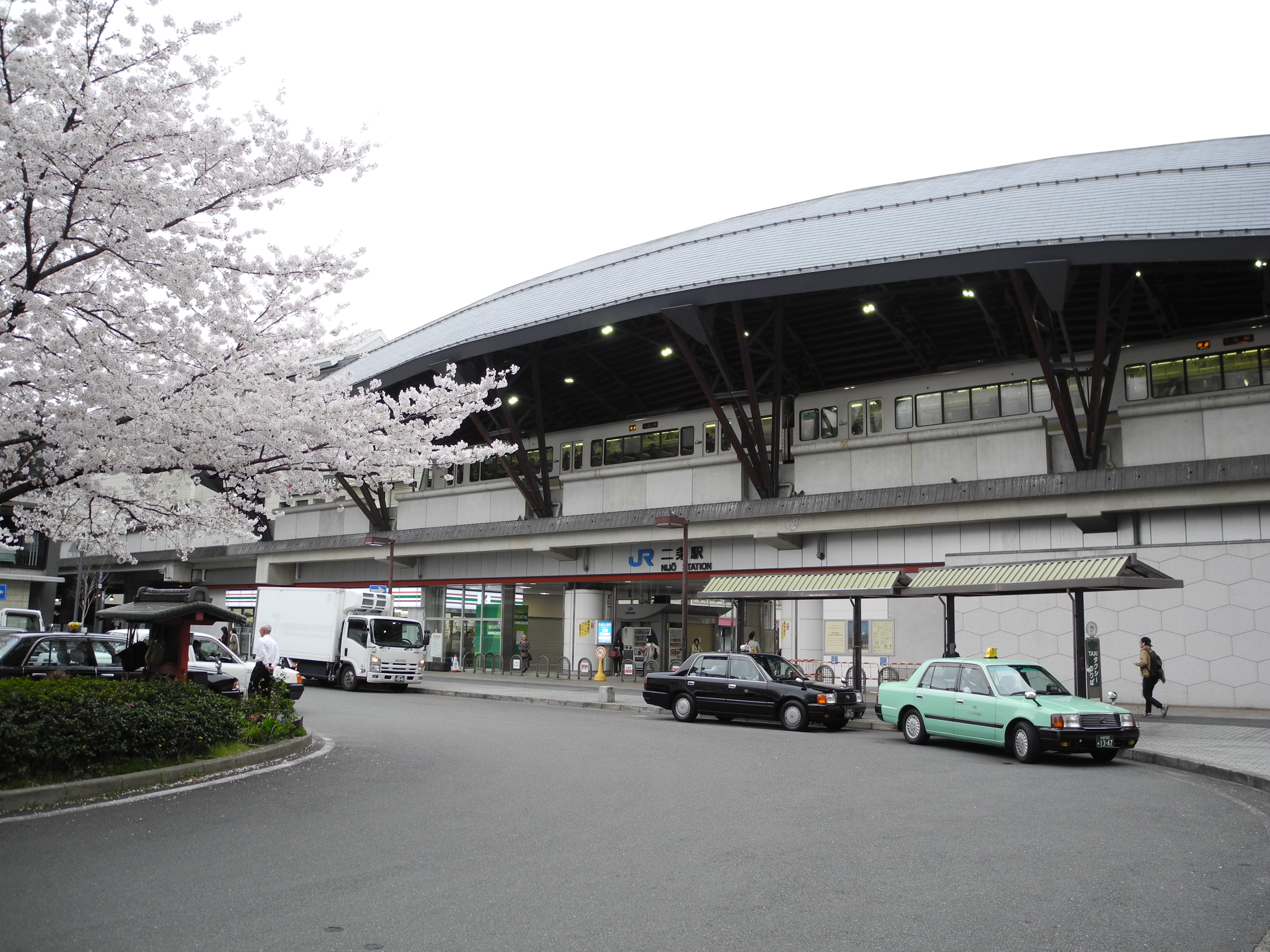
Gare de Nijō (bâtiment actuel)

À l'ouest de Nishiōji, du côté nord, se trouve le lycée et collège municipal intégré Saikyō (ja) (京都市立西京高等学校・附属中学校), fondé en 1886. Aussi à l'ouest de Nishiōji se trouvent les bureaux généraux de Shimadzu, un des plus importants fabricants mondiaux d'instruments scientifiques. À l'est de Kadonoōji du côté nord se trouve le Suminobō (ja) (角坊), temple bouddhiste fondé en 1857 et devenu une exclave du temple Nishi Hongan-ji en 2008. De l'autre côté de la rue se trouve les centres de fabrication de la chaîne de pâtisseries Sizuya (ja). À l'est de Tenjingawa se trouvait auparavant le centre de traitement des eaux usées de Yamanouchi (山ノ内浄水場), démoli en 2013 et remplacé par l'hôpital d'Uzumasa (太秦病院) et d'autres campus de Yamato Gakuen (ja) (大和学園). En face se trouve le campus d'Uzumasa de l'université des sciences avancées de Kyoto (ja) (京都先端科学大学).

Lieux d'intérêts (section Senbon-Sanjō)
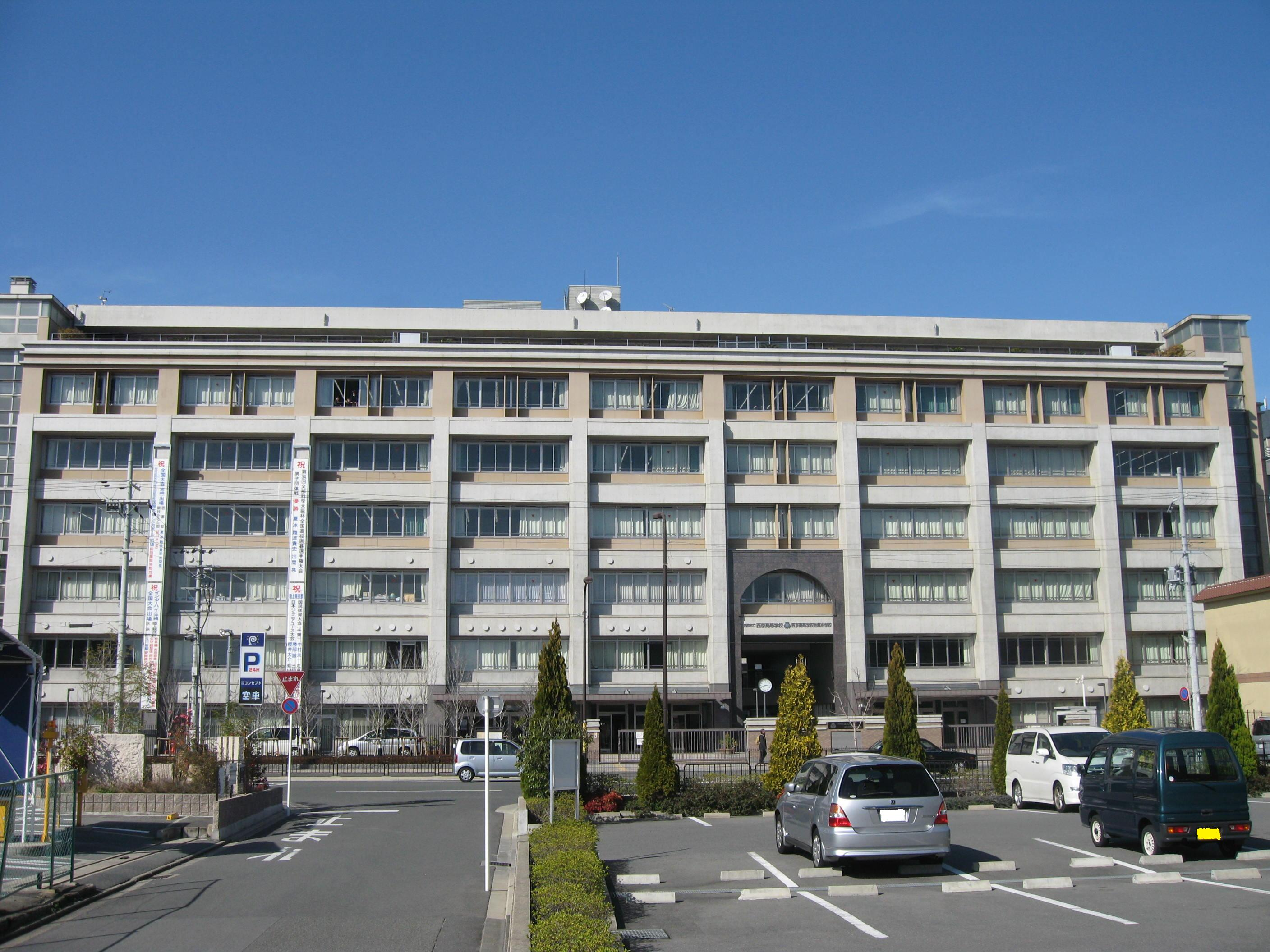
Lycée et collège Saikyō
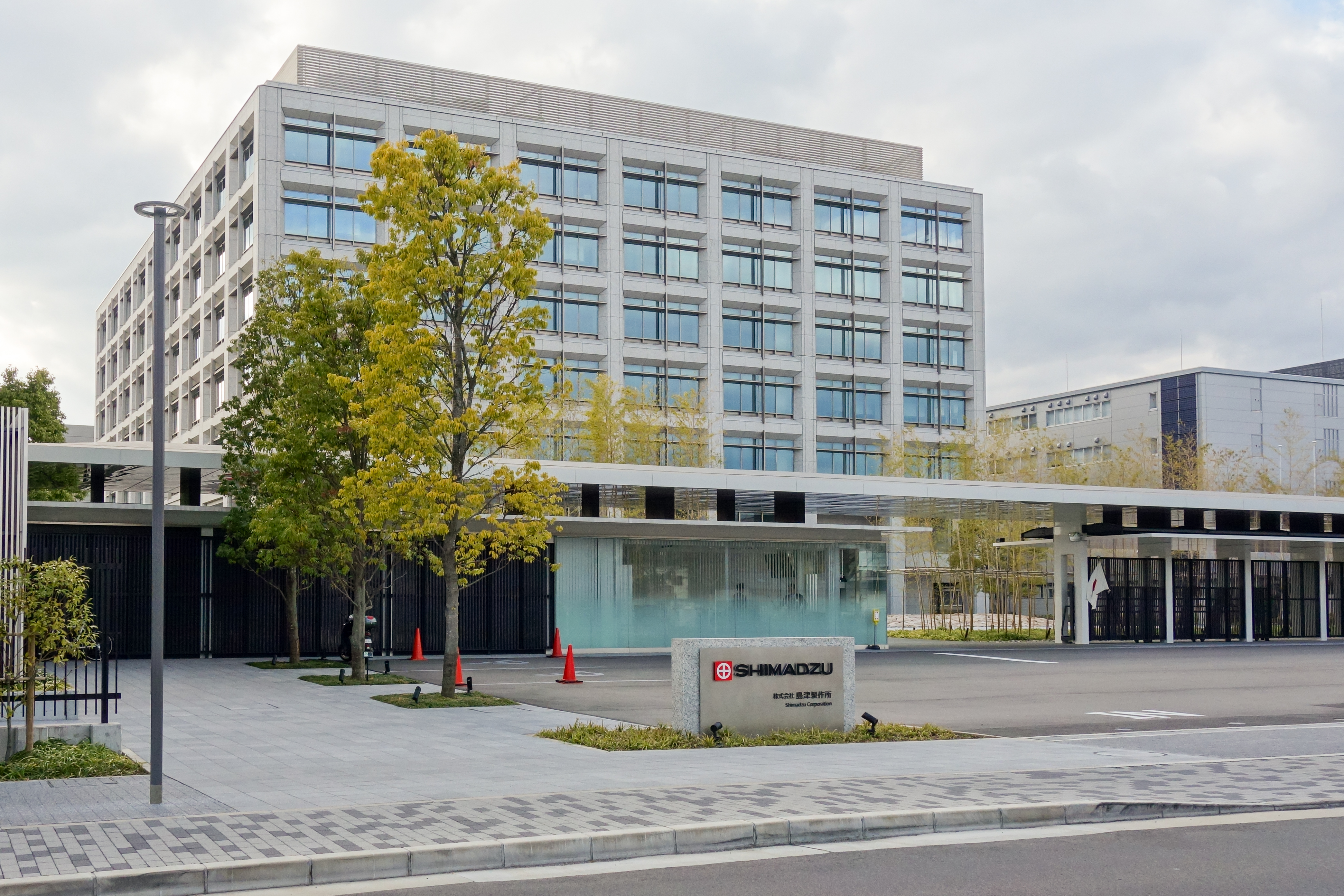
Bureaux de Shimadzu
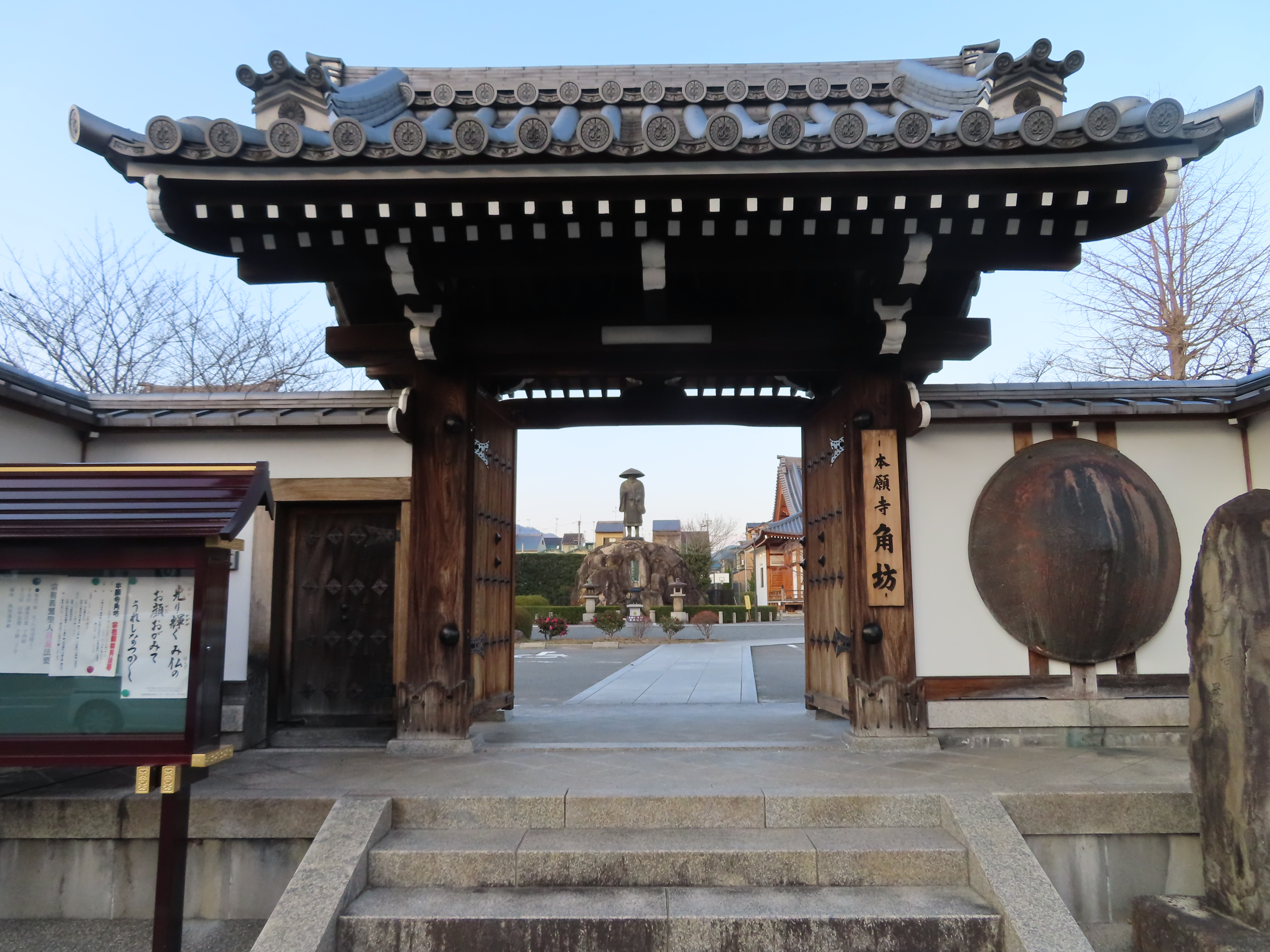
Portail du Suminobō
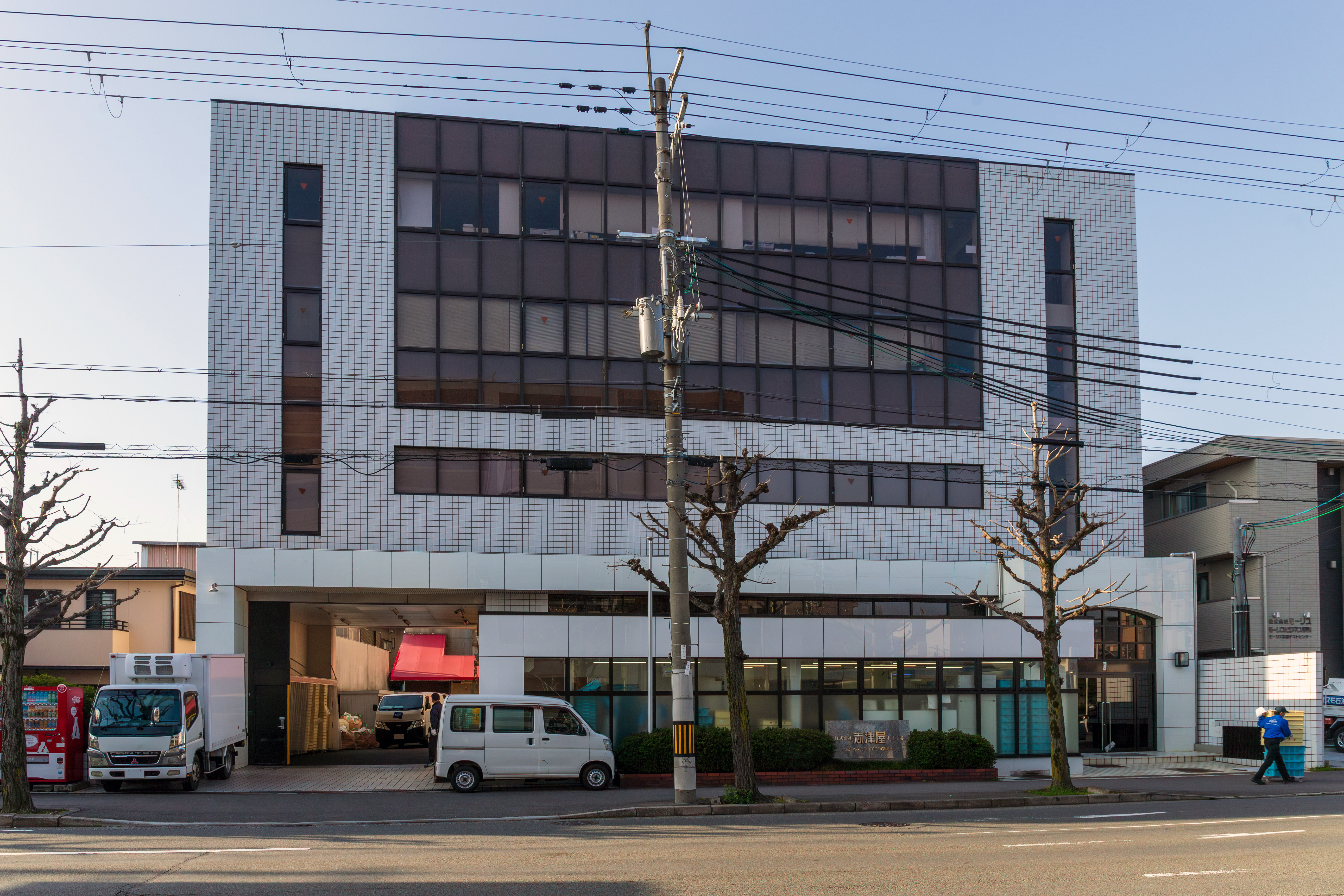
Siège social de Sizuya
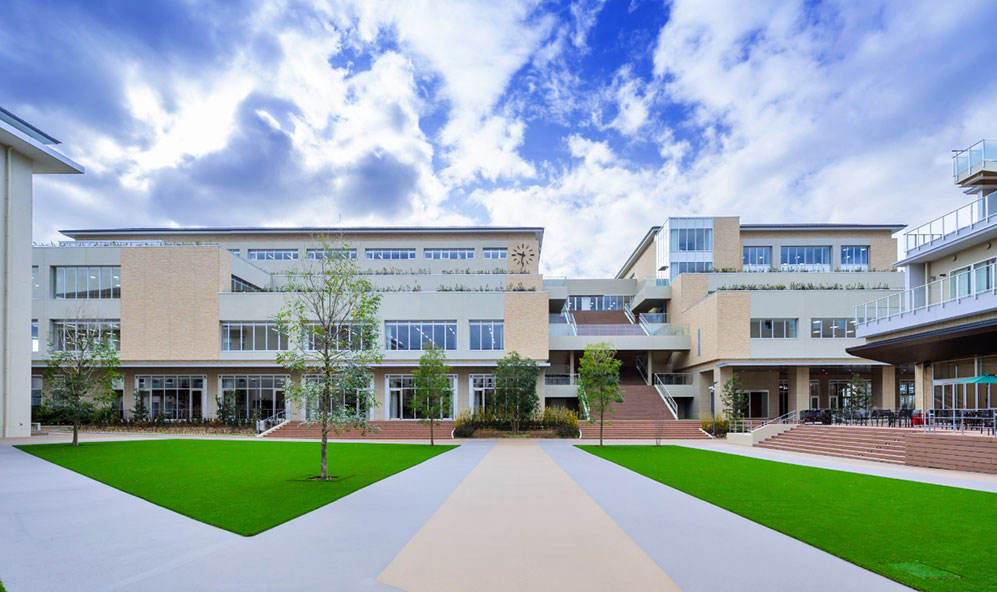
Université des sciences avancées de Kyoto, campus d'Uzumasa